# دهنه (کولاب)
دهنه جماعت و شهرکی در جنوب غربی کشور تاجیکستان است که در ناحیهٔ کولاب ولایت ختلان قرار دارد. جمعیت این جماعت ۲۱۳۲۰ است.